# 印山越国王陵
29°56′04″N 120°31′11″E / 29.93444°N 120.51972°E
印山越国王陵，又名木客大冢，位于中华人民共和国浙江省绍兴市柯桥区兰亭街道的印山山顶。该陵于1995年被正式确认为陵墓，1996年被盗后由考古人员对其展开抢救性发掘。在这次考古发掘中，考古人员确定其为是一座春秋时期的越国王陵，但由于该陵自建成以来被多次盗扰，其墓主人身份没有直接证据可以确定，有说法推测该墓主人为允常。2001年，印山越国王陵被列为全国重点文物保护单位。

## 历史
印山越国王陵相传为越王勾践的父亲允常的墓葬。该王陵在当地最初被称为“木客大冢”，因其所在地原为木客的聚居地而得名。1995年，考古人员实地踏勘后，并没有发现能够证明该王陵为允常墓的证据，但基本确定其为一座人工堆筑的大型古代墓葬。1996年4月5日，考古人员发现该墓葬出现了一处新的盗洞，随即向浙江省文物局和国家文物局请求抢救性发掘。1996年8月，国家文物局批准了相关发掘方案，整体工作随即展开。1991年1月时，考古队员共清理出墓葬封土和墓道填土共计1.2万立方米，并于当年7月清理出2万立方米的墓坑填土。考古队员根据发掘出的墓葬规制，确定此墓极有可能是一座越国王陵:113-116，但关于墓主人是允常还是另有其人则一直没有定论。同时考古人员也发现了多个盗洞，最早的可追溯至汉代之前。1998年，墓室清理完毕，考古发掘工作结束:117。印山越国王陵也成为了中国境内发现的第一座越国王陵。在发掘期间，考古人员在周边山体中展开搜索，但并没有找到其他越国王陵。在墓坑填土中，考古队员发现了1件小型木质柄的青铜铎，以及2件木质夯具。由于墓室内被盗扰严重，其余出土的文物非常有限:116。

## 结构
印山越国王陵是一座建于印山山顶的大型墩墓，封土东西长72米，南北宽36米，高10米。其四周挖有隍壕，东西长350米，沟宽16至19米，深2.1至2.7米。隍壕在东南西北四个方向均有留门，其中东侧宽60米，西侧宽48米，南侧宽50米，北侧宽37米。墓穴在山岩中凿成，平面呈甲字形，墓道长16米，宽2.3至3.6米上口向外敞开。墓坑长60米，宽15米，深7米，墓坑前室平台长8米，宽10米，高8.65米。墓坑内填充物除顶部的填土外，自上而下分别为青膏泥和木炭层，其中青膏泥为分层夯筑而成，木炭层深达一米左右。木炭下方为墓室，最外层为长42米、宽1.2米、高5米的外椁，其顶部为人字披型，由高8米、直径0.8米的方形椁木搭成，每根椁木均有髹漆。木椁内侧每隔一定距离设有横梁，外有厚0.2米的树皮作为椁盖顶。墓室呈三角形，可分为前、中、后三个小墓室，中墓室内有一座长6.2米、直径1.15米的木棺，该木棺为一根巨大的 圆木一剖为二之后挖造而成，内外均有髹漆。墓坑底部填有一层厚达1.6至1.8米的木炭，用以防潮。:115-116:134-141

## 保护
1995年，绍兴县人民政府以“木客大冢”一名将印山越国王陵认定为绍兴县文物保护单位:113:134。1999年，印山越国王陵被评为1998年度全国考古十大新发现:92。由于历史上曾被多次盗扰，印山大墓存在多种病害，主要为：墓葬渗水、斜撑木倒塌、木构件糟朽断裂、霉菌滋扰、底部支撑变形、岩壁及木炭层坍塌。1999年10月，印山越国王陵的保护方案正式付诸实施，其中包括在王陵上方建造一座保护大厅:141。2001年，印山越国王陵被列为全国重点文物保护单位。2007年12月28日，原址保护工程开工，该工程于2009年5月1日完成。主要包括木质文物的脱水、除霉、纠偏、加固以及墓坑岩质边坡、青膏泥、木炭层的加固等。该工程被中国文物报社评选为“2011年度全国十大文物维修工程”。